# Corbulella boninensis
Corbulella boninensis är en mossdjursart som först beskrevs av Silén 1941.  Corbulella boninensis ingår i släktet Corbulella och familjen Calloporidae. Inga underarter finns listade i Catalogue of Life.